# Бреберница
Бреберница (хрв. Brebernica) је насељено место у саставу града Загреб, Хрватска.

## Историја
До територијалне реорганизације у Хрватској била је у саставу ужег подручја града Загреб.

## Становништво
На попису становништва из 2021. године, Бреберница је имала 44 становника.
| Број становника према пописима | Број становника према пописима | Број становника према пописима | Број становника према пописима | Број становника према пописима | Број становника према пописима | Број становника према пописима | Број становника према пописима | Број становника према пописима | Број становника према пописима | Број становника према пописима | Број становника према пописима | Број становника према пописима | Број становника према пописима | Број становника према пописима | Број становника према пописима | Број становника према пописима |
| ------------------------------ | ------------------------------ | ------------------------------ | ------------------------------ | ------------------------------ | ------------------------------ | ------------------------------ | ------------------------------ | ------------------------------ | ------------------------------ | ------------------------------ | ------------------------------ | ------------------------------ | ------------------------------ | ------------------------------ | ------------------------------ | ------------------------------ |
| 1857                           | 1869                           | 1880                           | 1890                           | 1900                           | 1910                           | 1921                           | 1931                           | 1948                           | 1953                           | 1961                           | 1971                           | 1981                           | 1991                           | 2001                           | 2011                           | 2021                           |
| 40                             | 45                             | 34                             | 52                             | 34                             | 55                             | 61                             | 84                             | 85                             | 85                             | 89                             | 83                             | 88                             | 74                             | 57                             | 49                             | 44                             |